# Anarchy (álbum de Neon Hitch)
Anarchy é o álbum de estreia de estúdio da cantora e compositora britânica, Neon Hitch, que foi lançado em 22 de julho de 2016, através de sua gravadora independente, WeRNeon.

## Antecedentes
Em 11 de maio de 2014, durante um bate-papo ao vivo, Hitch anunciou que depois de quase quatro anos, ela estaria deixando sua atual gravadora a Warner Bros.. Ela também confirmou que o álbum Beg, Borrow & Steal havia sido descartado, e ela iria lançar um novo álbum intitulado Eleutheromaniac. Ela anunciou também que suas mixtapes, Happy Neon e 301 to Paradise, seriam lançadas para os varejistas digitais em 20 de maio de 2014. Ao longo de maio de 2014 e janeiro de 2015, Hitch lançou os singles "Yard Sale" e "Sparks", a fim de promover o lançamento de Eleutheromaniac. Em 1 de março de 2014, Hitch lançou o extended play 24:00, que segundo ela, foi gravado em 24 horas. Em 22 de abril de 2015, a faixa-título "Eleutheromaniac" foi enviado para varejistas digitais como um avanço do álbum. Em 21 de agosto, Hitch lançou ambas as versões explícita e censurada de "Pussy Power" no iTunes. Hitch participou do single "Devil" da banda Cash Cash, que conta também com a participação de B.o.B. e Busta Rhymes.
Em maio de 2016, Hitch anunciou que seu primeiro álbum de estúdio seria intitulado Anarchy e sua data de lançamento seria em 22 de julho de 2016. Hitch lançou a música "Please" como um single promocional juntamente com a pré-encomenda do álbum, em 8 de julho de 2016. Hitch divulgou a lista de faixas do álbum em 8 de julho de 2016, através do Twitter.

## Lista de faixas
| N.º            | Título                              | Duração |  |
| 1.             | "Intro"                             | 0:56    |  |
| 2.             | "Neighborhood"                      | 3:33    |  |
| 3.             | "Grade & Liquor" (com Collie Buddz) | 3:25    |  |
| 4.             | "Anarchy"                           | 3:17    |  |
| 5.             | "Why"                               | 3:16    |  |
| 6.             | "Razorblade"                        | 3:34    |  |
| 7.             | "RDLN (Lines & Lust)"               | 3:39    |  |
| 8.             | "Fried Chicken @ Night"             | 3:10    |  |
| 9.             | "Boom"                              | 3:07    |  |
| 10.            | "No. 1 Lady" (com Liam Horne)       | 4:56    |  |
| 11.            | "Let Dem Go" (com Calix)            | 5:07    |  |
| 12.            | "Firetiger"                         | 3:41    |  |
| 13.            | "Please"                            | 3:38    |  |
| 14.            | "Freedom"                           | 3:51    |  |
| Duração total: | Duração total:                      | 49:10   |  |